# Tiberiu Dimitrie Babeu
 Tiberiu Dimitrie Babeu, né le 26  octobre  1935 a Timișoara, județ de Timiș, en Roumanie, est un ingénieur civil roumain spécialiste dans la résistance des matériaux,,,.

## Biographie
Tiberiu Dimitrie Babeu est né le 26  octobre  1935 a Timișoara, județ de Timiș, en Roumanie, Il fit ses études secondaires au  Lycée  Comstantin Diaconovici Loga de Timișoara. En même temps il eut une act l ’ivite soutenue en sport. En 1949 iut champion national de  natation, et en 1950 il fut part de l’équipe qui a gagné le championnat national de Water-polo.
Il suivît les cours de la Faculté de Mécanique de l'Institut Polytechnique (aujourd’hui Université polytechnique de Timișoara), dont il reçut son diplôme d'ingénieur en 1958,,.
En 1973, il obtient le titre de docteur-ingénieur avec la thèse ” Contributions à l’étude des efforts des maillons de chaîne ” soutenue à l'Institut Polytechnique de Timișoara.
Tiberiu Dimitrie Babeu a commencé à travailler à l’entreprise de réparation des automobiles,.
Il a commencé son activité d'enseignant en 1962, à l'Institut Polytechnique de Timișoara, comme assistant de la chaire de résistance des matériaux dirigée par Ştefan Nădăşan. En 1976, il obtient le titre de maitre de conférences et en 1990 celui de professeur. En 1991, il est élu chef de la chaire de de résistance des matériaux, position qu’il garde jusqu’à sa retraite en 2001.
En 1992-93 il est professeur invité à l'Université d'Artois,

## Activité scientifique
Tiberiu Dimitrie Babeu est membre fondateur de l’Académie des sciences techniques de Roumanie

Il est membre de plusieurs organisations nationales et internationales dont l ’Organisation Internationale pour l’Etude des Câbles (OIPEEC), l l ’Association générale des ingénieurs de Roumanie, (AGIR), l’Association Roumaine de Tensiométrie (ARTENS) et membre d'honneur de la Société des Experts et Consultants,.
En 1996, Il a été le président de la commission pour résistance des matériaux, élasticité et plasticité (RMEP) sous l’égide de l’Académie Roumaine,.
Les recherches de Tiberiu Dimitrie Babeu ont conduit a deux inventions : « Machine pour l’étude du fluage des conducteurs en acier et aluminium » (avec Lazar Boleantu, Ionel Dobre et, Nicolae Faur) et « Méthode de mesure pour la détermination de caractéristiques élastiques des fils » (avec Lazar Boleantu et Nicolae Faur) qui ont été brevetées

## Prix et distinctions
Pour ses recherches, Tiberiu Dimitrie Babeu a reçu plusieurs prix dont:
- le prix de Ministère de l'Éducation dans le domaine des consrrucions (1964) et celui des constructions de machines (1968)
- le prix «Aurel Vlaicu » de l’Académie Roumaine eh 1994[3]
- le prix d'excellence de l'Association générale des ingénieurs de Roumanie, (AGIR) en 1998 et 2005[3]
- le ddiplome d'excellence de l'Université Eftimie Murgu de Reşiţa en 2001 et 2006[4],[2].

En 2017, Tiberiu Dimitrie Babeu a ete élu citoyen d'honneur de la ville de Timișoara

## Ouvrages
- Instalaţii de transport uzinal, curs, 1976.
- Rezistenţa materialelor, curs pentru subingineri, 1983;
- Rezistenţa materialelor - curs - 1991
- Durabilitatea lanţurilor din otel rotund, monografie. Editura Mirton, Timişoara;1994   (ISBN 973-9194-08-7)e
- Culegere de probleme din rezistenţa materialelor: Solicitări simple: Sisteme static determinate (avec L Marșavina)– 1995
- Logistică industrială - Îndrumător de lucrări de laborator (avec E Ghita) – Universitatea Politehnica din Timişoara, 1995
- Logistică industrială - curs - (avec E Ghita) - Universitatea Politehnica din Timişoara, 1996
- Teoria elementară a rezistenţei materialelor - Editura MIRTON; Timişoara, 1998.
- FEM study of stresses of biplane disk and valve, ELFIN 6 - Timisoara, Editura Politehnica, 2002;
- Simularea cu ajutorul metodei elementelor finite a încercării la compresiune a arcului elicoidal al boghiului Y 32 R – (avec Maria Lăutaru) - Știintă și inginerie Vol. 19/2011[7].
- Relevanța procesului de ecruisare aplicat arcurilor elicoidale cilindrice ale vehiculelor feroviare.(avec Maria Lăutaru) - 2012[8]
- Academicianul Șrefah Nădășan. Dih viața și activitatea sa - Știintă și inginerie, Vol. 23/2013[9]
- Infiuența elementelor de aliere asupra limitei de curgere tehnică a oțelurilor pentru țevi, în condiții de tempeaturi ridicate (avec Amalia Lăpușan)  Știința și Inginerie, Nr.6/ 2014[10]
- Cercetări privind influența conținutului de oxizi asupra intensității de uzură pentru cermeții cu MgO (avec Alin Daniel Rus) - Știintă și inginerie Vol. 16 (2014)
- Considerații asupra formei de variație în timp a puterilor pentru un motor de inducție de uz industrial, în regim tranzitoriu (avec Constanfin. Coșuvan) Șființă și Inginerie Vol 13, Nr.1, 2014[11]
- Aspecte privihd determinarea formei de variație în timp a fluxurilor magnetice pentru un motor de inducție de uz industrial (avec Lucian C. Ocolișan) Șființă și Inginerie Vol 13, Nr.1, 2014[11]
- Cercetări privind influența conținutului de oxizi asupra intensității de uzură pentru cermeții cu Al2O3, (avec Alin Daniel Rus) - Știintă și ingineriel Vol. 16 (2014)
- Simularea numerică a unei vane de ecluză de la hidrocentrala Porțile de Fier – (avec Ioah Lazăr et Paul-Dah Opfișa-Stănescu) -  Știintă și inginerie, Vol 32/2017[12]